# Cicănești
Cicănești è un comune della Romania di 2 199 abitanti, ubicato nel distretto di Argeș, nella regione storica della Muntenia.
Il comune è formato dall'unione di 4 villaggi: Bărăști, Cicănești, Mioarele (Nicolești), Urechești.
Cicănești ha dato i natali al matematico Gheorghe Păun.